# جین گوتفسکی
جین گوتفسکی (لهستانی: Gene Gutowski؛ ۲۶ ژوئیهٔ ۱۹۲۵ – ۱۰ مهٔ ۲۰۱۶) یک تهیه‌کننده فیلم اهل لهستان-ایالات متحده آمریکا بود. وی بین سال‌های ۱۹۵۸ تا ۲۰۱۶ میلادی فعالیت می‌کرد. رومن پولانسکی دربارهٔ گوتفسکی گفته بود که «یکی از مهمترین شخصیت‌ها در زندگی» اوست. گوتفسکی تهیه پیانیست را «حدیث نفس» می‌دانست.

## زندگی‌نامه
گوتفسکی با نام اصلی ویتولد بارداخ (لهستانی: Witold Bardach) در ۲۶ ژوئیه ۱۹۲۵ در شهر لووف، لهستان (اکنون در غرب اوکراین) در خانواده‌ای تحصیل‌کرده به دنیا آمد. پدر وی Juliusz Bardach یک وکیل و مادرش Anna Bardach née Garfunkel نوازنده پیانو در کنسرت بودند. کودکی او با جنگ جهانی دوم همزمان شد. گوتفسکی در رشته مجسمه‌سازی در مؤسسه هنرهای زیبا آموزش دید. اعضای خانواده‌اش را در هولوکاست توسط نازی‌ها کشته شدند. پس از پایان جنگ در سرویس اطلاعاتی ارتش ایالات متحده آمریکا مشغول به کار بود و کارش پیدا کردن نازی‌ها بود. وی در مارس ۱۹۴۷ میلادی به ایالات متحده آمریکا مهاجرت کرد. همکاری گوتفسکی و رومن پولانسکی به سال‌های ۱۹۶۰ بازمی‌گردد که با هم فیلم‌های انزجار، بن‌بست و خون‌آشام‌کشان نترس را ساختند. همکاری گوتفسکی و پولانسکی حدود ۳۵ سال متوقف شد تا بار دیگر در سال ۲۰۰۲ میلادی این دو فیلم پیانیست را ساختند که سه جایزه اسکار بهترین کارگردانی بهترین هنرپیشه مرد و بهترین فیلمنامه اقتباسی برای این فیلم به ارمغان داشت. گوتفسکی و پولانسکی چهار فیلم با هم ساختند. جین گوتفسکی، در ۱۰ مه ۲۰۱۶ در سن ۹۰ سالگی بر اثر بیماری ذات‌الریه در شهر ورشو درگذشت.

## بخشی از فیلمشناسی
- انزجار (۱۹۶۵) تهیه‌کننده
- بن‌بست (۱۹۶۶) تهیه‌کننده
- خون‌آشام‌کشان نترس (۱۹۶۷) تهیه‌کننده
- ماجراهای ژرار (۱۹۷۰)
- پیانیست دستیار-تهیه‌کننده